# جاى كارنز
جاى كارنز (بالإنجليزية: Jay Karnes)‏ هو ممثل أمريكي، ولد في 27 يونيو 1963 بأوماها في الولايات المتحدة.

## أعمال

### أفلام
- (2016) قبل أن أستيقظ[3]

### مسلسلات
- الإخوة والأخوات
- الدرع
- عقول إجرامية
- هاوس

## وصلات خارجية
- جاى كارنز على موقع IMDb (الإنجليزية)
- جاى كارنز على موقع ألو سيني (الفرنسية)
- جاى كارنز على موقع إن إن دي بي (الإنجليزية)
- جاى كارنز على موقع قاعدة بيانات الفيلم (الإنجليزية)
- جاى كارنز على موقع كينوبويسك (الروسية)